# William Hale (inventore)
William Hale (Colchester, 21 ottobre 1797 – Londra, 30 marzo 1870) è stato un inventore inglese e pioniere dei razzi.
Perfezionò il modello di razzo inventato da William Congreve, che era piuttosto impreciso. Hale rimosse l'asta di coda, lunga più di 4 metri, e dispose  opportunamente gli ugelli da cui usciva il gas di scarico; in questo modo ottenne una rotazione del razzo attorno al suo asse, come i proiettili di artiglieria. I razzi di Hale divennero così più precisi e furono usati dall'esercito degli USA contro il Messico nella guerra del 1846-'48; in seguito entrarono a fare parte dell'arsenale dell'esercito britannico.